# یک جشن عروسی
یک جشن عروسی (فرانسوی: Noces‎) فیلمی در ژانر درام است که در سال ۲۰۱۶ منتشر شد.